# Внедорожник

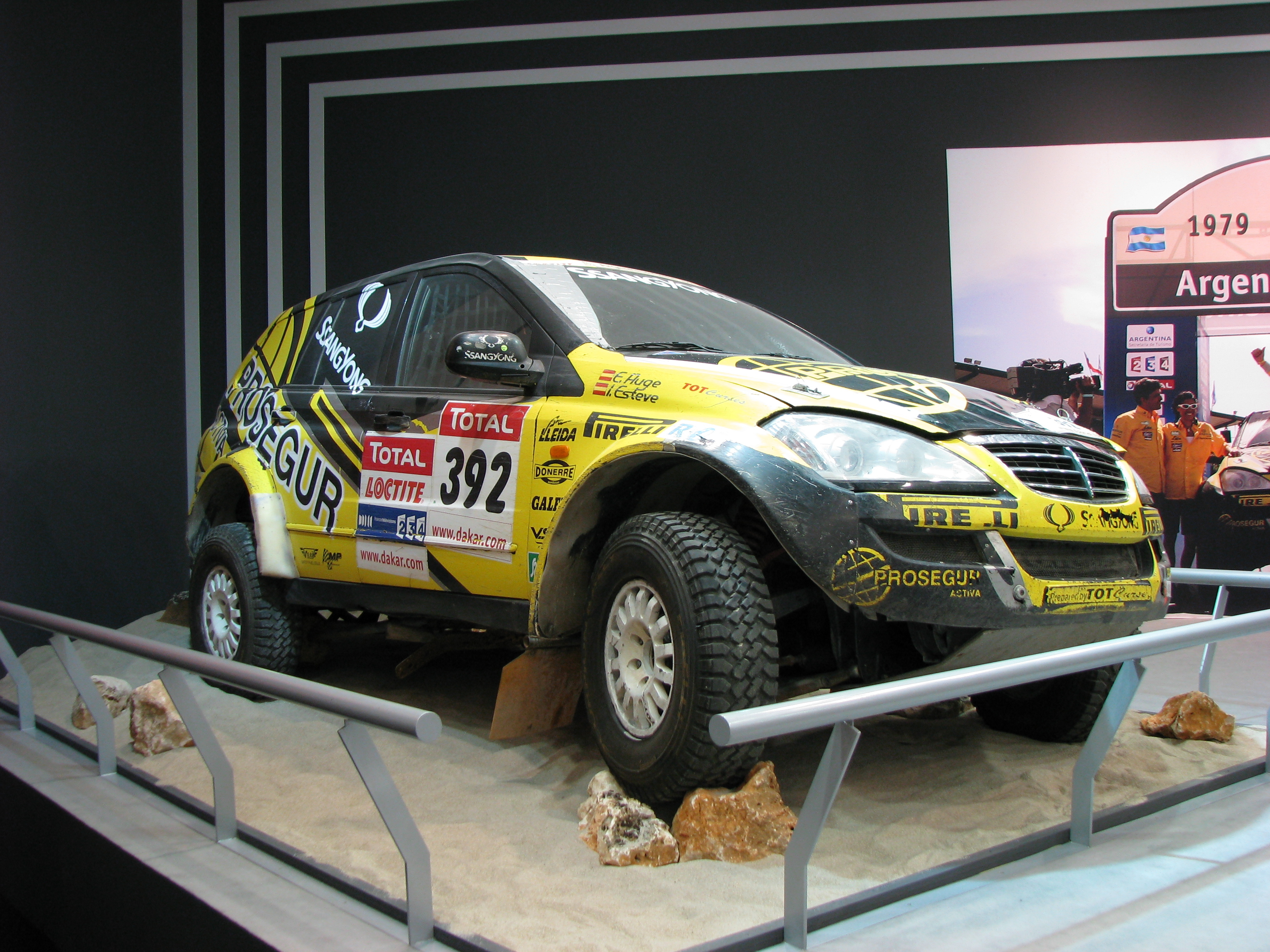
SSY New Kyron на Dakar'е в 2009

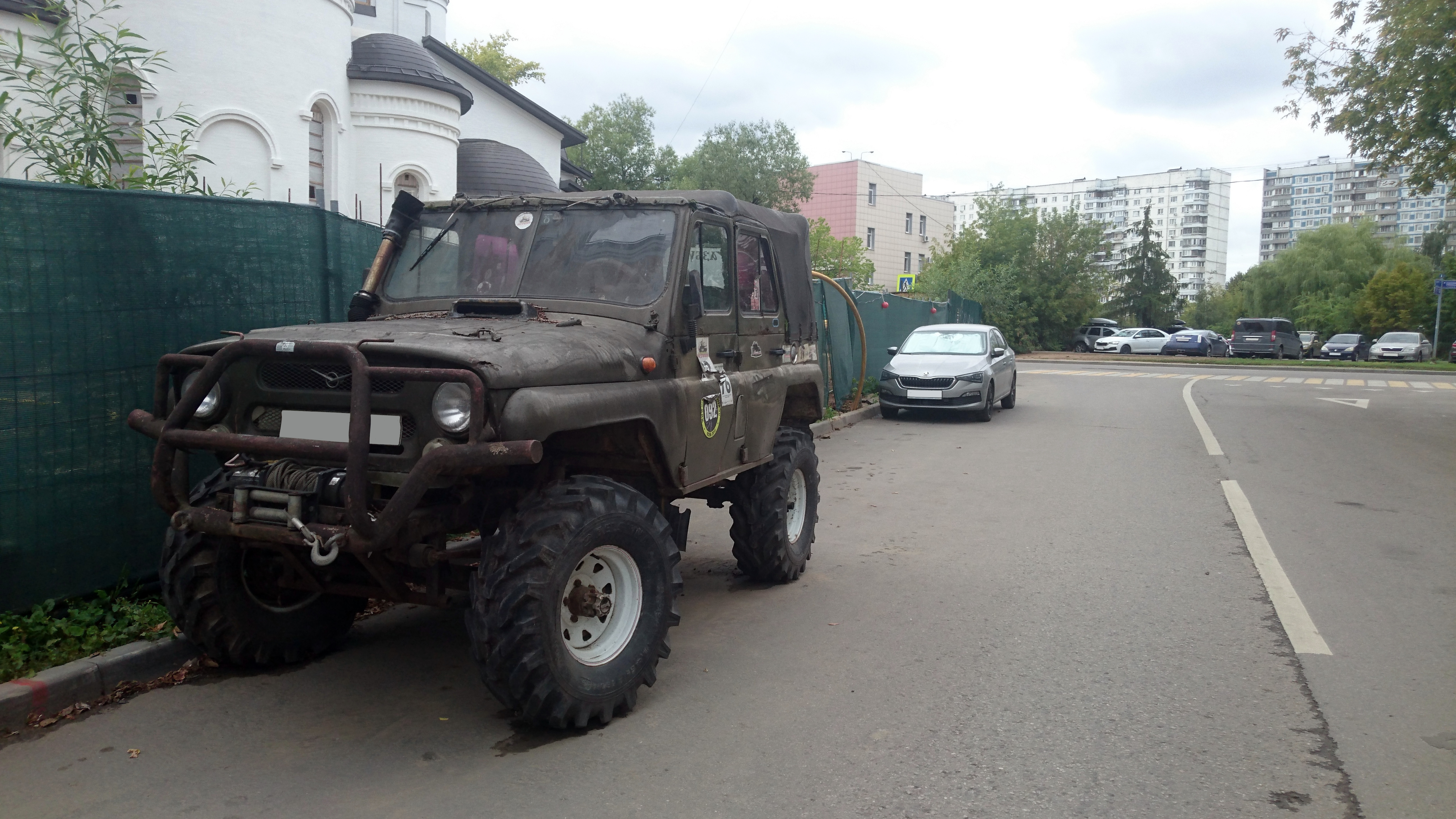
УАЗ-469 с увеличенным клиренсом.

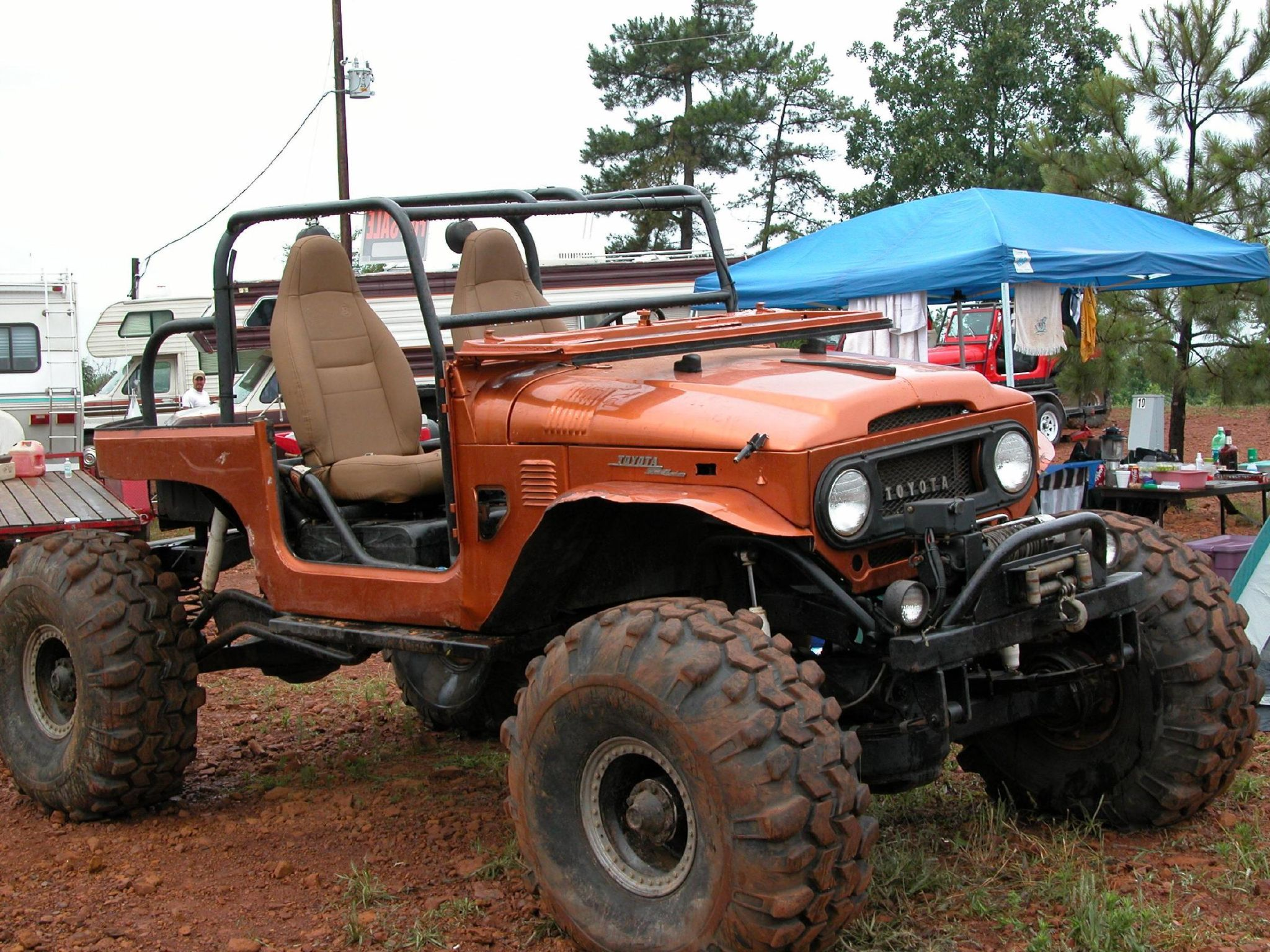
Автомобиль Toyota с увеличенными колёсами и модифицированной подвеской

Внедоро́жник — автомобиль, обладающий повышенной проходимостью по бездорожью за счёт большого клиренса, ведущих передних и задних колёс. Есть всего три вида внедорожников: малоразмерные, среднеразмерные, и полноразмерные.

## Определение в словарях

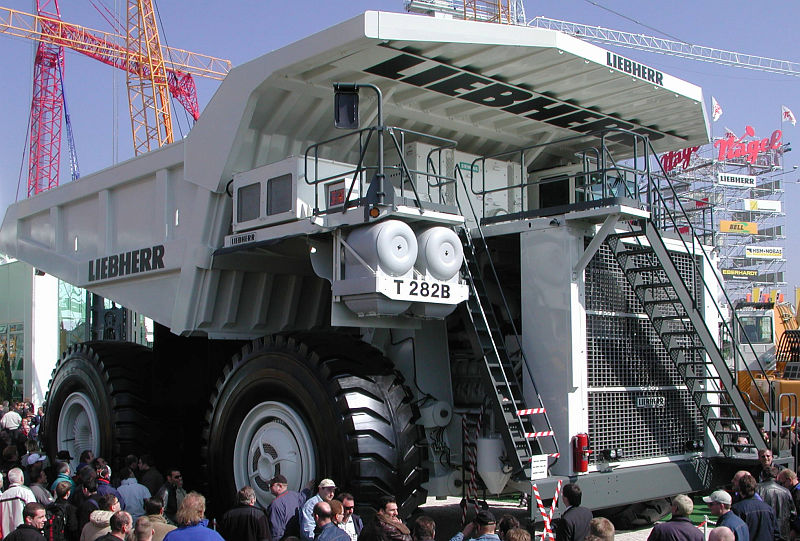
Карьерный самосвал Liebherr T282B — один из крупнейших внедорожных (карьерных) автомобилей

В Большой советской энциклопедии понятие внедорожный упоминается в статье «Автомобиль»:
По проходимости Автомобили разделяются на дорожные, внедорожные (карьерные) и Автомобили повышенной и высокой проходимости. … Внедорожные, имеющие увеличенные габаритные размеры и осевые нагрузки, могут использоваться только на специальных дорогах, например в карьерах.
Называть обычные транспортные средства «внедорожниками» не корректно, так как настоящим внедорожникам не разрешено передвижение по дорогам общего пользования.
В ПДД даётся определение только понятию «транспортное средство»:
«Механическое транспортное средство» — транспортное средство, кроме мопеда, приводимое в движение двигателем. Термин распространяется также на любые тракторы и самоходные машины.
Согласно Федеральному закону от 10.12.1995 № 196-ФЗ «О безопасности дорожного движения», дорога — обустроенная или приспособленная и используемая для движения транспортных средств полоса земли либо поверхность искусственного сооружения. В ПДД также даётся определение «Прилегающая территория» — территория, непосредственно прилегающая к дороге и не предназначенная для сквозного движения транспортных средств.
В ПДД не определяется понятие внедорожник и не говорится о каких-либо ограничениях их использования. Вместе с тем любое механическое транспортное средство должно быть «зарегистрировано в установленном порядке»; если транспортное средство не соответствует некоторым стандартам, то оно попросту не будет зарегистрировано, и, следовательно, не сможет законно выезжать на дороги общего пользования.
На использовании слова «allroad» вместо устоявшегося термина «джип» настаивает корпорация «Крайслер» по причине владения одноимённой торговой маркой.
Существует близкий термин «вседорожник», более точно определяющий назначение автомобилей повышенной проходимости: движение как по дорогам с улучшенным покрытием, так и по дорогам вовсе без покрытия, но всё же по дорогам.

## История
Название „Джип“ появилось в годы Второй мировой войны как прозвище лёгких многоцелевых военных автомобилей „Виллис-МВ“ (Willys) и однотипных с ними машин „Форд GPW“ (Ford). В послевоенные годы оно стало торговой маркой новых поколений гражданских и армейских машин фирмы „Виллис“ из Толидо, официально зарегистрированной 30 июня 1950 г.Джип — Энциклопедия военных автомобилей

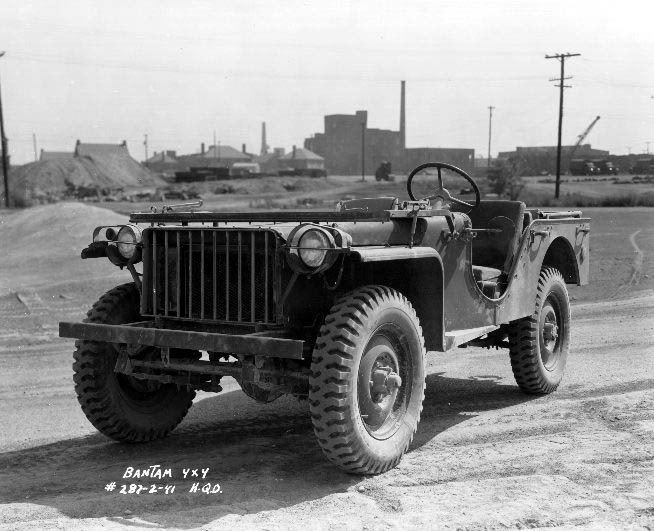
Bantam BRC 40

Перед началом Второй мировой войны на вооружении армий мира было несколько автомобилей с колёсной формулой 4×4, а именно: американский полноприводной «Мармон-Херрингтон», японский «Курогане» (1935 г.), немецкий «средний внедорожный» автомобиль «Хорьх-91» (1937 г.), и советский ГАЗ-61 на базе «Эмки» (1938 г.). Все эти машины выпускались мелкими сериями и были, по сути, легковыми командирскими машинами.
Первый массовый армейский полноприводной автомобиль-внедорожник с зависимой подвеской всех колёс и упрощённым открытым кузовом с вырезами вместо дверей (тип ранэбаут — runabout) был создан в США уже после начала Второй мировой войны фирмами American Bantam, Willys-Overland и Ford Motor по тендеру американской армии. Машины, выпускавшиеся компанией Ford, получили наименование GPV (General Purpose Vehicle), то есть, «Автомобиль общего назначения». По первым буквам («Джи-Пи») солдаты окрестили их джипами. Существует и другая версия, согласно которой, прозвище Jeep связано с армейским сленгом, согласно которому обозначает «трудяга», «работяга» и восходит к довоенному мультфильму про морячка Попая. В Советском Союзе во время войны все легковые американские автомобили такого типа назывались «виллисами» (вне зависимости от того кем были реально произведены: Willys или Ford), а после войны за таким типом автомобилей закрепилось удобное в произношении и написании слово «джип», а термин «внедорожник» (вариант «вседорожник») был придуман и внедрён в обиход в начале 1990-х рядом популярных автомобильных изданий, чтобы не создавать проблем с корпорацией «Крайслер», владеющей торговой маркой Jeep.
В СССР в 1941—1945 годах ограниченной серией выпускался первый в мире полноприводной седан ГАЗ-61-73 с комфортабельным закрытым кузовом от «Эмки», а с лета 1941 года — первый советский внедорожник ГАЗ-64, прозванный фронтовиками «иван-виллис» за сходство с Willys MA образца 1941 года, поставлявшимся в СССР по Ленд-лизу в начальный период Великой Отечественной войны. За годы Второй мировой войны внедорожники стали одними из самых распространённых военных автомобилей в армиях Союзников, а общий тираж их выпуска достиг 620 тысяч экземпляров.
После войны к конверсионной версии внедорожника, получившей торговое название Jeep CJ2A (индекс CJ от Civilian Jeep — гражданский внедорожник), во всём мире проявили интерес силовые структуры, включая военных, полицию, пожарных, лесников, а также гражданский сектор в лице фермеров, геологов, медиков, охотников, туристов и проч. В ряде стран начался выпуск собственных моделей-подражаний, например, английского Land Rover образца 1948 года. Одной из отличительных черт автомобиля был материал: в 1947 году выпуск истребителей и бомбардировщиков резко снизился, на складах скопилось огромное количество алюминия, который стоил дешевле стали. Этот алюминий, отличавшийся коррозийной стойкостью, и стал первым материалом для машин Land Rover. Таким образом, машина с самого первого дня существования стала ассоциироваться с выносливостью и прочностью. Постепенно конструкция внедорожника становилась более зрелой. Так, в США с 1947 года на базе Jeep CJ3 начали выпуск цельнометаллического трёхдверного универсала Jeep 463, а также 3/4-тонного пикапа Jeep Truck. На рубеже 1950-60-х годов в США появились полноприводные версии комфортабельных универсалов (англ. station wagon) с рамными шасси от пикапов, например, Chevrolet Suburban 1958 года и Jeep Wagoneer 1962 года.
В СССР и Западной Европе в конце 1950-х была мода на создание полноприводных моделей повышенной проходимости на базе обычных легковых седанов и универсалов с усиленными несущими кузовами: ГАЗ-М72, МЗМА-410 и −411 «Москвич», Citroen 2CV Sahara (кстати, двухдвигательный), Renault Nomad и так далее.
В конце 1960-х в США появился первый «спортивно-утилитарный автомобиль» (SUV) — Chevrolet Blazer 1969 года, отличавшийся несколько более компактными размерами в сравнении с универсалом Suburban и съёмной пластиковой крышей.

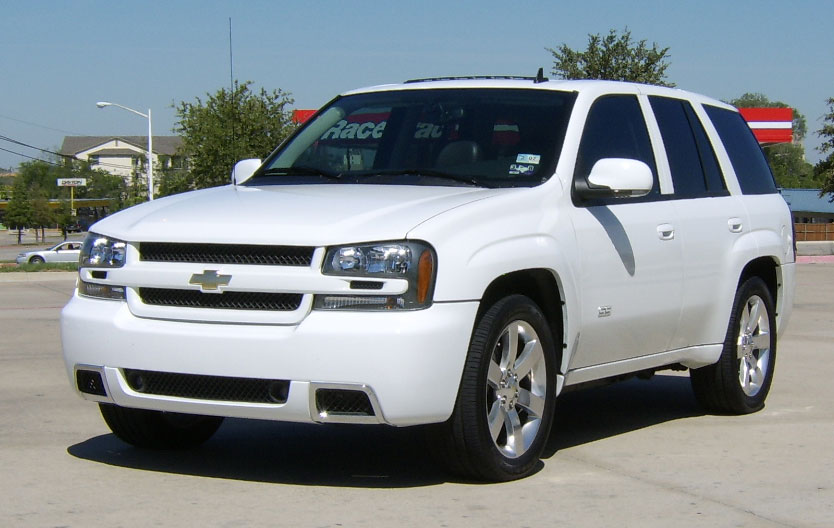
SUV Chevrolet TrailBlazer

Первый европейский комфортабельный рамный внедорожник Range Rover с постоянным полным приводом был представлен фирмой Land Rover в 1970 году. В 1977 году в СССР был запущен в массовое производство компактный внедорожник с несущим кузовом и постоянным полным приводом ВАЗ-2121 «Нива».

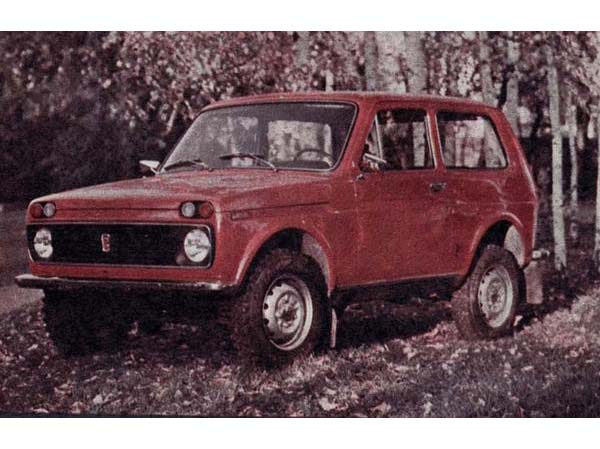
ВАЗ-2121 «Нива»

С середины 1980-х до середины 2000-х годов на североамериканском рынке доля автомобилей типа SUV, классифицируемых в США как Light Truck, то есть «лёгкие грузовики», постоянно увеличивалась, но в последние годы их вытесняют более экономичные и безопасные кроссоверы. В настоящее время на мировом рынке лишь единичные известные автобренды не предлагают автомобили типа SUV или SAV. Доля внедорожников в России, среди проданных в 2012 году автомобилей, составила 30,6 % или примерно 843 100 автомобилей. Класс SUV показал положительную динамику роста продаж — плюс 4,5 %.